# ドイツ保護領カメルーン

カメルーン
Kamerun (ドイツ語)

緑：ドイツ保護領カメルーン
薄緑：その他のドイツ植民地

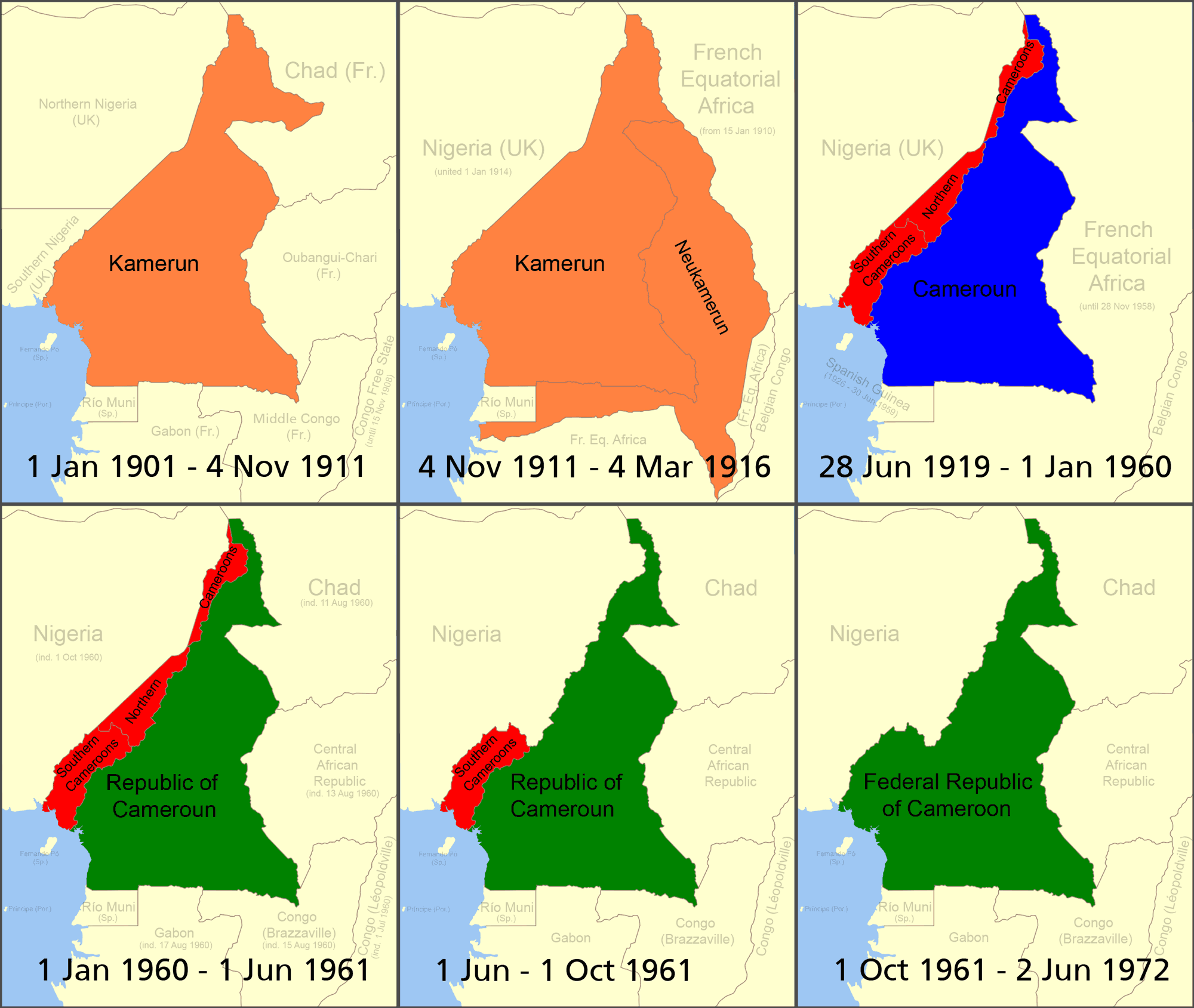
1901年から1972年におけるカメルーンの領域の変遷
ドイツ領カメルーン
イギリス領カメルーン
フランス領カメルーン
カメルーン共和国

提案された国旗

ドイツ保護領カメルーン（ドイツほごりょうカメルーン、ドイツ語: Kamerun）は、ドイツ植民地帝国の一部として、1884年から1916年にかけて現在のカメルーンを中心とする地域に存在した国家である。国土にはガボンの北部、コンゴ共和国の北部、中央アフリカ共和国の西部、チャドの南西部、ナイジェリアの極東部が含まれた。

## 歴史
1868年、ハンブルク貿易会社のC. Woermannがカメルーン川(ウォリ川)デルタのドゥアラ地区に郵便局を設置した。
1874年、Woermann はリベリア担当のWilhelm Jantzenと共にジャンセン&トーミエンを設立した。
これにより、ハンブルクとドゥアラが海路と空路で結ばれた。
現地の首長から土地を買い上げ、バナナ等のプランテーションを開始した。
全ての西アフリカ会社を代表するAdolph Woermannは、本国の外務相に「保護」を請願した。
1884年、アフリカ分割の中でドイツ保護領カメルーンが設置された。
この際グスタフ・ナハティガルが大きく貢献した。
ハンブルクやブレーメンを拠点とする何十ものドイツ企業がカメルーンに進出した。
本国の支出により、港町のドゥアラに向けて2本の鉄道が引かれた。
北線はマネングバ山までの160kmを、南線はニョング川のマカクまでの300kmを結んだ。
郵便や電信、河川交通が発達し、沿岸部と内陸部を結んだ。
1911年、第二次モロッコ事件の後に結ばれたフェス条約によって、ドイツは新カメルーンを獲得し、これを保護領に併合した。
1914年、第一次世界大戦が勃発した、フランス、ベルギー、イギリスはカメルーン戦線によってドイツ保護領カメルーンを征服した。
1916年、北部のモラ包囲戦が終結し、ドイツは完全に駆逐された。
1919年、ヴェルサイユ条約が結ばれ、この地域はイギリスとフランスが分断して委任統治を行った。
1961年、フランス領カメルーンとイギリス領カメルーンが統合し、現在のカメルーン共和国になった。

## 写真

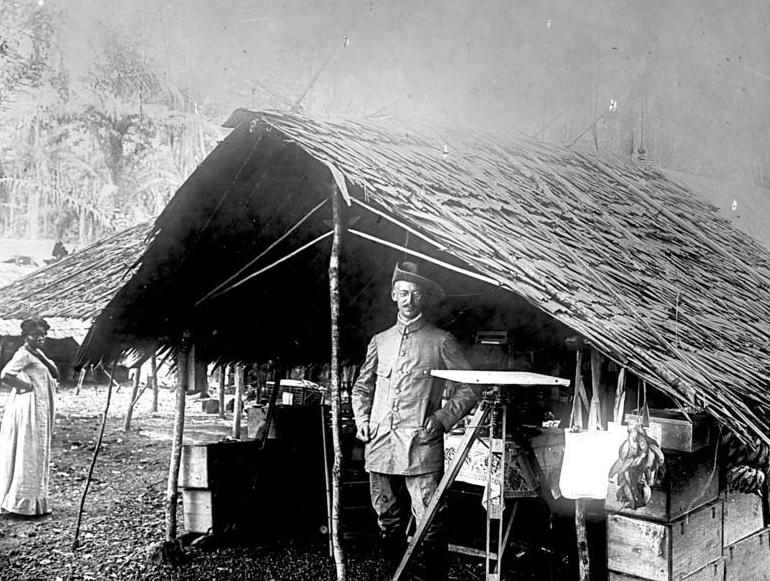
ドイツ人調査官(1884年)
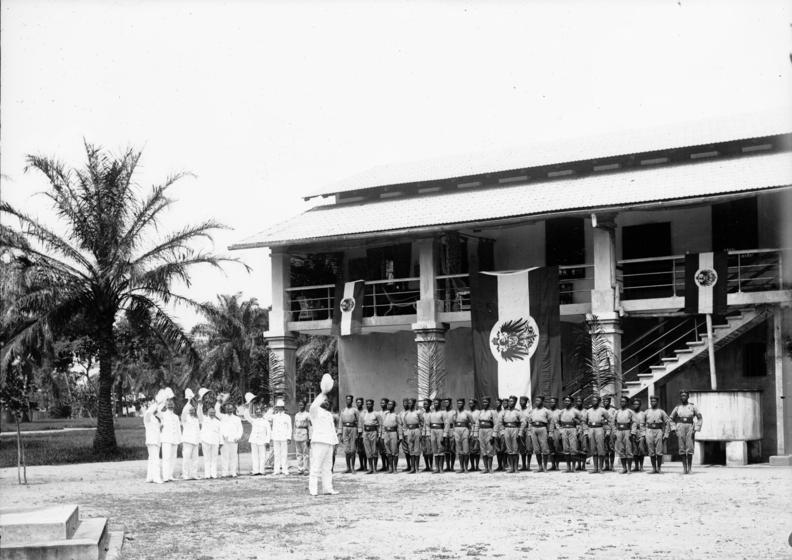
ドゥアラの警察軍(1901年の皇帝誕生日)
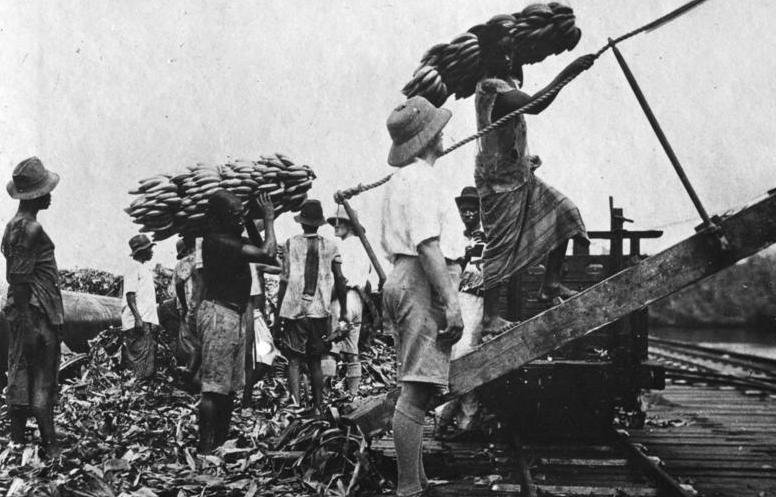
ドイツに輸出するバナナ(1912年)

## 参考資料
- DeLancey, Mark W.; DeLancey, Mark D. (2000). Historical Dictionary of the Republic of Cameroon (3rd ed.). Lanham, Maryland: The Scarecrow Press. ISBN 0-8108-3775-7. OCLC 43324271
- Gorges, E. Howard (1923). The Great War in West Africa. London: Hutchinson & Co.
- Haupt, Werner (1984). Deutschlands Schutzgebiete in Übersee 1884–1918 [Germany’s Overseas Protectorates 1884–1918]. Friedberg: Podzun-Pallas Verlag. ISBN 3-7909-0204-7
- Hoffmann, Florian (2007). Okkupation und Militärverwaltung in Kamerun. Etablierung und Institutionalisierung des kolonialen Gewaltmonopols. Göttingen: Cuvillier Verlag. ISBN 9783867274722
- “German Cameroons 1914”.   UniMaps (2004年). 2013年4月4日時点のオリジナルよりアーカイブ。2013年4月4日閲覧。 Map of the territories exchanged between France and Germany at the Treaty of Fez.
- Schaper, Ulrike (2012). Koloniale Verhandlungen. Gerichtsbarkeit, Verwaltung und Herrschaft in Kamerun 1884-1916. Frankfurt am Main 2012: Campus Verlag. ISBN 3-593-39639-4
- Washausen, Helmut (1968). Hamburg und die Kolonialpolitik des Deutschen Reiches 1880 bis 1890. [Hamburg and Colonial Politics of the German Empire]. Hamburg: Hans Christians Verlag. OCLC 186017338